# ابن النقيب الشافعي
ابن النَّقِيب الشافعي (702 - 769 هـ = 1302 - 1368 م) وهو أحمد بن لؤلؤ بن عبد الله الرومي، أبو العباس، شهاب الدين ابن النَّقِيب الشافعي. فقيه شافعي مصري مولده ووفاته بالقاهرة. وهو الفقيه الأصولي الإمام شهاب الدين ابن النقيب المصري الشافعي.

## نشأته
كان أبوه روميا من نصارى أنطاكية. رباه أحد الأمراء وأعتقه وجعله نقيبا فتصوف في البيبرسية بالقاهرة. ونشأ ولده صاحب الترجمة فكان أولا بزي الجند، ثم حفظ القرآن وتفقه وتأدب وجاور بمكة والمدينة مرات.
قال ابن حجر: 

## من كتبه
- (تسهيل الهداية وتحصيل الكفاية - خ) أجزاء منه، في شستربتي والأزهرية ودار الكتب، اختصر به (الكفاية) في فروع الشافعية، للجاجرمي، [2]
- و(السراج في نكت المنهاج - خ) للنووي، في شستربتي،[2] - * « نكت التنبيه » [3]
- و(الترشيح المذهب في تصحيح المهذب للشيرازي - خ) في دار الكتب، [2] - « تصحيح المهذب » [3]
- و(عمدة السالك وعدة الناسك - ط)[2]